# Orazio Baglioni
Orazio di Giampaolo Baglioni (Perugia, 1493 – Nápoles, 22 de mayo de 1528) fue un condottiero italiano y señor de Perugia.
Perteneciente a la familia de los Baglioni, asumió el mando de las Bandas Negras tras la muerte de Giovanni de Medicis en 1526. Clemente VII lo consideró responsable de los disturbios que había en Perugia, y lo recluyó en el Castillo de Sant'Angelo. En 1527, cuando Roma fue asediada antes del Saqueo, le confió la defensa de la ciudad.
Baglioni murió en una emboscada durante el asedio a Nápoles. Sus restos reposan en una gran tumba en la Basílica de San Juan y San Pablo en Venecia.